# Doktoranduszok Országos Szövetsége
A Doktoranduszok Országos Szövetsége (DOSZ) a magyarországi felsőoktatási intézményekben doktori képzésében részt vevő hallgatók (doktoranduszok), illetve doktorjelöltek érdekképviseleti szervezete. Jogi formája 2012-től az Oktatási Hivatal által nyilvántartott közjogi jogi személy.

## Szervezeti felépítése
A DOSZ legfőbb szerve a Küldöttgyűlés, napi szinten a DOSZ-t az elnök vezetésével az elnökség működteti. Az elnökség tagjait a Küldöttgyűlés szavazati jogú tagjai, a 29 doktori képzést folytató állami felsőoktatási intézmény doktorandusz önkormányzatának delegáltjai választják. Az Elnökség munkáját három tagú Felügyelő Bizottság ellenőrzi. A DOSZ Elnökségének munkáját szakmai bizottságok segítik.

## Tisztségviselők

### A DOSZ (egyesület) elnökei
- 1994-1998 Gál András Levente (ELTE ÁJK)
- 1999-2001 Gajda Tibor (ELTE ÁJK)
- 2002 Kapa Mátyás[halott link] (ELTE ÁJK)
- 2002-2005 Csizmadia József (BME GK)
- 2005-2008 Lasztovicza László (BME VIK)
- 2009-2010 Kocsis Miklós[halott link] (PTE ÁJK)
- 2010-2011 Kucsera Tamás Gergely
- 2011-2012 Bojárszky András (PPKE ITK)

### A DOSZ (köztestület) elnökei
- 2012. december 19. – 2014. december 31. Csiszár Imre (Debreceni Egyetem)
- 2015. január 1. – 2016. december 31. Keresztes Gábor (Nyugat-Magyarországi Egyetem)
- 2017. január 1. –  2017. október 20. dr. Kőmíves Péter Miklós (Debreceni Egyetem)
- 2017. október 21.- 2017. november  Tokody Dániel ügyvivő elnök (Óbudai Egyetem)
- 2017. november 25. – 2019. december 31.Szabó Péter (Pannon Egyetem)
- 2020. január 1.- Molnár Dániel (Debreceni Egyetem)

### A DOSZ Elnökségének és Felügyelő Bizottságának tagjai

#### 2022.január 1.- 2022. december 31.
- Molnár Dániel, elnök (Debreceni Egyetem)
- Pónusz Róbert, elnökhelyettes (Pécsi Tudományegyetem)
- Pató Viktória, nemzetközi és külhoni ügyekért felelős alelnök (Nemzeti Közszolgálati Egyetem)
- Bencze Norbert, Magyarországon tanuló külföldi doktoranduszok nagyköveti rendszeréért felelős elnökségi tag (Eötvös Loránd Tudományegyetem)
- Juhász János, rendezvényekért felelős elnökségi tag (Miskolci Egyetem)
- Kis Kelemen Bence,  jogi ügyekért felelős elnökségi tag (Pécsi Tudományegyetem)
- Vámosi Péter, szakvizsgákért és medikus doktori képzésért felelős elnökségi tag (Semmelweis Egyetem)
- Csonka Diána, tudományos ügyekért és osztályokért elnöki megbízott (Eötvös Loránd Tudományegyetem)
- Mattyasovszky-Philipp Dóra Anna, elnöki megbízott – digitalizáció és a mesterséges intelligencia (Eötvös Loránd Tudományegyetem)
- Nemes László, elnöki megbízott – ifjúsági ügyek, doktori képzés minőségbiztosítása (Eötvös Loránd Tudományegyetem)
- Pausits Péter, gazdasági igazgató (Óbudai Egyetem)
- Berki Gábor, Felügyelő Bizottsági elnök (Nemzeti Közszolgálati Egyetem)
- Bihari Erika, Felügyelő Bizottsági tag (Debreceni Egyetem)
- Körösparti Péter, Felügyelő Bizottsági tag (Debreceni Egyetem)

#### 2021.január 1.- 2021. december 31.
- Molnár Dániel, elnök (Debreceni Egyetem)
- Pónusz Róbert, elnökhelyettes (Pécsi Tudományegyetem)
- Csonka Diána, tudományos ügyekért és osztályokért felelős alelnök (Eötvös Loránd Tudományegyetem)
- Pató Viktória, nemzetközi és külhoni ügyekért felelős alelnök (Nemzeti Közszolgálati Egyetem)
- Kis Kelemen Bence,  jogi ügyekért felelős elnökségi tag (Pécsi Tudományegyetem)
- Liska Fanny, kommunikációért felelős elnökségi tag (Pannon Egyetem)
- Szőke Dániel, szakvizsgákért és medikus doktori képzésért felelős elnökségi tag (Semmelweis Egyetem)
- Tóth Zoltán, innovációért és ipari kapcsolatokért felelős elnökségi tag (Budapesti Műszaki és Gazdaságtudományi Egyetem)
- Mattyasovszky-Philipp Dóra Anna, elnöki megbízott – digitalizáció és a mesterséges intelligencia (Eötvös Loránd Tudományegyetem)
- Nemes László, elnöki megbízott – ifjúsági ügyek, doktori képzés minőségbiztosítása (Eötvös Loránd Tudományegyetem)
- Pausits Péter, gazdasági igazgató (Óbudai Egyetem)
- Berki Gábor, Felügyelő Bizottsági elnök (Nemzeti Közszolgálati Egyetem)
- Bihari Erika Felügyelő Bizottsági tag (Debreceni Egyetem)
- Körösparti Péter, Felügyelő Bizottsági tag (Debreceni Egyetem)

#### 2020.január 1.- 2020. december 31.
- Molnár Dániel, elnök (Debreceni Egyetem)
- Pónusz Róbert, elnökhelyettes (Pécsi Tudományegyetem)
- Csonka Diána, tudományos ügyekért és osztályokért felelős alelnök (Eötvös Loránd Tudományegyetem)
- Pató Viktória, nemzetközi és külhoni ügyekért felelős alelnök (Nemzeti Közszolgálati Egyetem)
- Kis Kelemen Bence,  jogi ügyekért felelős elnökségi tag (2020. július 29-től) (Pécsi Tudományegyetem)
- Liska Fanny, kommunikációért felelős elnökségi tag (Pannon Egyetem)
- Szabó Imre Szilárd, jogi ügyekért felelős elnökségi tag (2020. április 30-ig) (Pécsi Tudományegyetem)
- Szőke Dániel, szakvizsgákért és medikus doktori képzésért felelős elnökségi tag (Semmelweis Egyetem)
- Tóth Zoltán, innovációért és ipari kapcsolatokért felelős elnökségi tag (Budapesti Műszaki és Gazdaságtudományi Egyetem)
- Kis Kelemen Bence, elnöki megbízott – Jogsegély munkacsoport vezetője (2020. március 4.- 2020. július 29.) (Pécsi Tudományegyetem)
- Mattyasovszky-Philipp Dóra Anna, elnöki megbízott – digitalizáció és a mesterséges intelligencia (Eötvös Loránd Tudományegyetem)
- Nemes László, elnöki megbízott – ifjúsági ügyek, doktori képzés minőségbiztosítása (Eötvös Loránd Tudományegyetem)
- Szabó Csaba, elnöki megbízott (Nemzeti Közszolgálati Egyetem)
- Dolnegó Bálint, kabinetvezető (Testnevelési Egyetem)
- Pausits Péter, gazdasági igazgató (Óbudai Egyetem)
- Szabó Linda Zsófia, Felügyelő Bizottsági elnök (Szent István Egyetem)
- Berki Gábor, Felügyelő Bizottsági tag (Nemzeti Közszolgálati Egyetem)
- Körösparti Péter, Felügyelő Bizottsági tag (Debreceni Egyetem)

#### 2019. január 1. – 2019. december 31.
- Szabó Péter, elnök (Pannon Egyetem)
- Molnár Dániel, elnökhelyettes (Debreceni Egyetem)
- Pató Viktória, nemzetközi és külhoni ügyekért felelős alelnök (Nemzeti Közszolgálati Egyetem)
- Pónusz Róbert, intézményi doktorandusz önkormányzatokért felelős alelnök (Pécsi Tudományegyetem)
- Csonka Diána, tudományos ügyekért és osztályokért felelős elnökségi tag (Eötvös Loránd Tudományegyetem)
- Tóth Zoltán, innovációért és ipari kapcsolatokért felelős elnökségi tag (Budapesti Műszaki és Gazdaságtudományi Egyetem)
- Szabó Imre Szilárd, jogi ügyekért felelős elnökségi tag (Pécsi Tudományegyetem)
- Liska Fanny, kommunikációért felelős elnökségi tag (Pannon Egyetem)
- Mattyasovszky-Philipp Dóra Anna, elnöki megbízott – digitalizáció és a mesterséges intelligencia (Eötvös Loránd Tudományegyetem)
- Nemes László, elnöki megbízott – ifjúsági ügyek, doktori képzés minőségbiztosítása, tanulás digitális térben (Eötvös Loránd Tudományegyetem)
- Szabó Csaba, elnöki megbízott (Nemzeti Közszolgálati Egyetem)
- Dolnegó Bálint, kabinetvezető (Testnevelési Egyetem)
- Pausits Péter, gazdasági igazgató (Óbudai Egyetem)
- Szabó Linda Zsófia, Felügyelő Bizottság elnöke (Szent István Egyetem)
- Berki Gábor, Felügyelő Bizottság tagja (Nemzeti Közszolgálati Egyetem)
- Körösparti Péter, Felügyelő Bizottság tagja (Debreceni Egyetem)

2016. január 1. – 2016. december 31.
- Keresztes Gábor, elnök  (Nyugat-Magyarországi Egyetem)
- dr. Kőmíves Péter Miklós, általános elnökhelyyettes (Debreceni Egyetem)
- Csapó László Attila, gazdasági elnökhelyettes (Szent István Egyetem)
- Asztalos Kata, elnökségi tag (Szegedi Tudományegyetem)
- Buda Lorina, marketing és kommunikációért felelős elnökségi tag (Nemzeti Közszolgálati Egyetem)
- dr. Fazekas Kornél, Jogsegélyszolgálatért és az intézményi önkormányzatok segítéséért felelős elnökségi tag (Pécsi Tudományegyetem)
- Gáspár Marcell, nemzetközi kapcsolatokért felelős elnökségi tag (Miskolci Egyetem)
- Szabó Katalin a tudományos osztályokért felelős elnökségi tag (Szent István Egyetem)
- Nemes László, elnöki megbízott – ifjúsági ügyek, doktori képzés minőségbiztosítása (Eötvös Loránd Tudományegyetem)

2015. január 1. – 2015. december 31.
- Keresztes Gábor, elnök  (Nyugat-Magyarországi Egyetem)
- dr. Kőmíves Péter Miklós, általános elnökhelyyettes (Debreceni Egyetem)
- Csapó László Attila, stratégiai elnökhelyettes (Szent István Egyetem)
- Bokor András, marketing és kommunikációért felelős elnökségi tag (Nemzeti Közszolgálati Egyetem)
- dr. Fazekas Kornél, Jogsegélyszolgálatért és az intézményi önkormányzatok segítéséért felelős elnökségi tag (Pécsi Tudományegyetem)
- Gáspár Marcell, nemzetközi kapcsolatokért felelős elnökségi tag (Miskolci Egyetem)
- Szőts Zoltán Oszkár, a tudományos osztályokért felelős elnökségi tag 2015. március 24-ig (Eötvös Loránd Tudományegyetem)
- Szabó Katalin a tudományos osztályokért felelős elnöki megbízott, majd elnökségi tag 2015. március 25-től (Szent István Egyetem)
- Nemes László, elnöki megbízott – a doktori képzés minőségbiztosítása (Eötvös Loránd Tudományegyetem)

2014. január 1. – 2014. december 31.
- Csiszár Imre, elnök (Debreceni Egyetem)
- Keresztes Gábor, általános elnökhelyettes  (Nyugat-Magyarországi Egyetem)
- Szávay László, stratégiai elnökhelyettes (Eötvös Loránd Tudományegyetem)
- Csapó László Attila, gazdasági ügyekért felelős elnökségi tag (Szent István Egyetem)
- Székely Tünde, határontúli ügyekért felelős elnökségi tag (Budapesti Corvinus Egyetem)
- Rámháp Szabolcs, marketing és kommunikációért felelős elnökségi tag (Széchenyi István Egyetem)
- Buda Csaba, pályázatokért felelős elnökségi tag (Budapesti Műszaki és Gazdaságtudományi Egyetem)
- dr. Fazekas Kornél, ifjúságpolitikáért felelős elnökségi tag (Pécsi Tudományegyetem)
- Nemes László, elnöki megbízott – a doktori képzés minőségbiztosítása (Eötvös Loránd Tudományegyetem)
- Tollas Orsolya, Felügyelő Bizottság elnöke
- Illés Balázs, Felügyelő Bizottság tagja (Miskolci Egyetem)
- Szlama Adrián, Felügyelő Bizottság tagja (Pannon Egyetem)
- Szűcs Henritt, Felügyelő Bizottság tagja (Szegedi Tudományegyetem)
- Vajkai Edina, Felügyelő Bizottság tagja (Nemzeti Közszolgálati Egyetem)

2012. december 19. – 2013. december 31.
- Csiszár Imre, elnök (Debreceni Egyetem)
- dr. Fülöp Péter, általános elnökhelyettes (Pécsi Tudományegyetem)
- Nemes László, stratégiai elnökhelyettes 2013. szeptemberig, elnöki megbízott 2013. szeptembertől (Eötvös Loránd Tudományegyetem)
- Csapó László Attila, gazdasági ügyekért felelős elnökségi tag 2013. szeptembertől (Szent István Egyetem)
- Joó Balázs, elnökségi tag (Eötvös Loránd Tudományegyetem)
- Gaál Márton, elnökségi tag (Pécsi Tudományegyetem)
- Keresztes Gábor, elnökségi tag (Nyugat-Magyarországi Egyetem)
- Póczi Dorottya, elnökségi tag (Semmelweis Egyetem)
- Szávay László, elnökségi tag, stratégiai elnökhelyettes 2013. szeptembertől (Eötvös Loránd Tudományegyetem)
- Illés Balázs, Felügyelő Bizottság elnöke (Miskolci Egyetem)
- Bárczi Miklós, Felügyelő Bizottság tagja (Kaposvári Egyetem)
- Buzna Viktor, Felügyelő Bizottság tagja  (Nemzeti Közszolgálati Egyetem)
- Csapó László Attila, Felügyelő Bizottság tagja 2013. szeptemberig (Szent István Egyetem)
- Tollas Orsolya, Felügyelő Bizottság tagja 2013. szeptembertől

## Érdekképviseleti tevékenység
A DOSZ érdekképviseleti tevékenysége rendkívül kiterjedt, főként a felsőoktatási jogalkotás szereplőivel történő egyeztetésekben, a doktoranduszokat érintő jogszabályok véleményezésében, a doktorandusz önkormányzati érdekképviseleti rendszer fejlesztésében merül ki. Emellett kapcsolatot tart a felsőoktatási intézmények vezetőségével, minisztériumokkal, a Magyar Felsőoktatási Akkreditációs Bizottsággal, a Magyar Rektori Konferenciával, a Hallgatói Önkormányzatok Országos Konferenciájával, valamint az Országos Tudományos Diákköri Tanáccsal is. A DOSZ aktív tagja az európai doktoranduszokat, doktorjelölteket és fiatal kutatók képviseletét ellátó európai ernyőszervezetnek (EURODOC) is. Rendszeresen részt vesz a Felsőoktatási Kerekasztal, az Országos Doktori Tanács, a Felsőoktatási Tervezési Testület ülésein is a doktoranduszok képviseletében. Emellett a DOSZ állásfoglalások, valamint szakmai javaslatok kidolgozása és kommunikálása révén látja el a doktorandusz hallgatók érdekeinek képviseletét, amelyet aktív érdekérvényesítő tevékenység is kiegészít a fentebb említett szervezeten keresztül.
Az érdekképviseleti tevékenység egyik formája a Jogsegély-szolgálat, amelyet jelenleg a DOSZ önállóan üzemeltet. Ennek célja, hogy egyéni szinten is védje a doktoranduszok és doktorjelöltek jogait és érdekeit, valamint gyors és szakszerű jogi segítséget nyújtson, és az eseti ügyekből leszűrődő tapasztalatok felhasználásával segítse elő a DOSZ szakmai tevékenységét is.
A DOSZ minden évben kiadja Acta Doctorandorum címmel a magyarországi doktori képzés ügyeivel foglalkozó kiadványt.

### Eötvös Loránd Fiatal Szakértői Rendszer
Az Eötvös Loránd Fiatal Szakértői Rendszert a Doktoranduszok Országos Szövetsége 2019-ben hívta életre. Az Eötvös Loránd Fiatal Szakértői Rendszer egy olyan szakértői pool, amelyben fiatal doktoranduszok, végzett phd hallgatók, kutatók, tehetségek találhatóak, akik segítenek a vállalkozások döntéshozóinak munkájukkal. Olyan szakértői munkával, kutatások, tanulmányok és kivonatok készítésével bízzuk meg a fiatal szakértőinket, amelyekkel irányt mutathatunk a stratégia alkotásban és alapot a fejlődésre.

### Virtuális Doktorandusz Önkormányzati Irodák
A Virtuális Doktorandusz Önkormányzati Irodák Projektjében kiemelt cél, hogy valamennyi doktorandusz önkormányzat esetében kialakításra kerüljenek önálló – az adott szervezet által tartalommal feltöltött és kezelt – weblapok az alábbi célkitűzések mentén:
1.	A doktorandusz önkormányzatok láthatóságának javítása;
2.	Nemzeti- és nemzetközi kollaborációs lehetőségek fokozása;
3.	Közvetett fórum biztosítása a tudományos utánpótlás-neveléshez.
A projekt 2019-ben indult el a Doktoranduszok Országos Szövetsége által.

### Roska Tamás előadások intézménye
Az Országos Tudományos Diákköri Tanács (OTDT) a DOSZ-al egyetértésben 2017-ben elhatározta, hogy az felsőoktatás különböző képzési szintjein történő tehetséggondozó, tudományos kutatói tevékenység folyamatosságának támogatása és perspektíváinak felmutatása, a tehetség elismerése és a fiatal kutatói teljesítmények megismertetése, valamint Roska Tamás kutatói életműve előtti tiszteletadás céljából életre hívja a Roska Tamás előadások intézményét.  Roska Tamás előadás tartására elismerő felkérés kaphat az a doktorandusz/doktorjelölt, aki kutatómunkája során az általa választott szakmai területen kiemelkedő teljesítményt nyújtott, eredményeiről nívós publikációk, előadások vagy irodalmi, művészeti és tudományos alkotások formájában számot adott, valamint képes eredményeit magas színvonalú és élményt nyújtó tudományos, tudománynépszerűsítő előadásban közzé tenni. Roska Tamás előadás tartására 2018-at követően kétévente, szekciónként egy, összesen 16 alkalommal kerül sor az Országos Tudományos Diákköri Konferencia adott szekciójának megnyitója keretében.

### DOSZ OTDK különdíj
Az Országos Tudományos Diákköri Tanács (a továbbiakban: OTDT) meghirdetésében megvalósuló Országos Tudományos Diákköri Konferencia (a továbbiakban: OTDK) alkalmával 2019. tavaszától a Doktoranduszok Országos Szövetsége (a továbbiakban: DOSZ) különdíjat ajánl fel minden tudományterületi szekcióban. A különdíj célja, hogy az adott tudományterületen kiemelkedő fiatal kutatókat elismerje, motiváltságukat tovább erősítse tanulmányaik doktori szinten történő folytatásában, ezáltal támogassa a hazai felsőoktatásban és tudományos pályán tevékeny szakemberek utánpótlását. A DOSZ egy képviselője által átadásra kerülő különdíj OTDK szekciónként egy pályamunkának lehetséges, tehát összesen tizenhat jelölt részesülhet a megtiszteltetésben.

## Az új doktori képzés
A DOSZ 2015-ben kezdeményezte a Nemzeti felsőoktatásról szóló 2011. évi CCIV. törvény módosítását: a 3 éves képzési rendszer helyett 2+2 éves képzés került bevezetésre. Megszűnt a doktori szigorlat, helyét a komplex vizsga vette át, melynek során a második év végén ún. komplex vizsgát kell tenni, ahol a doktori iskola által létrehozott bizottság számon kéri a tárgyi tudást (főtárgy és melléktárgy), illetve be kell számolni a kutatás előrehaladásáról (ún. disszertációs rész, amelynek része lehet például a majdani disszertáció egy részének bemutatása).. A fokozatszerzési eljárás további részei (házi védés, nyilvános védés) nem változtak.  A doktoranduszok ösztöndíja jelentősen emelkedett: az első kétéves ciklusban 140000 Ft/hó. A komplex vizsga sikeres teljesítése utáni második ciklusban 180000 Ft/hó. Az ösztöndíjak továbbra is 12 hónapra járnak. A képzés végén kötelező a doktori disszertáció leadása. A feltételeket nem teljesítő doktoranduszokat visszafizetési kötelezettség nem terheli. Cél azonban a fokozatszerzési arány javítása, tehát továbbra sem cél a 100%-os fokozatszerzési arány.

## Doktorandusz önkormányzatok
A nemzeti felsőoktatásról szóló CCIV. törvény rögzíti, hogy azokban a felsőoktatási intézményekben, amelyekben doktori képzést folytatnak, az ott doktori képzésben részt vevő hallgatók (PhD/DLA) intézményi szintű érdekképviseletét a felsőoktatási intézmény részeként működő doktorandusz önkormányzatok látják el. A doktorandusz önkormányzatiság funkciójából eredően megegyezik a hallgatói önkormányzattal, azzal a kivétellel, hogy legfontosabb feladatának – érdekképviselet – fókuszában a doktori képzésben részt vevő doktoranduszok állnak. A doktorandusz önkormányzatok egyik fundamentális kompetenciája az adott felsőoktatási intézmény doktoranduszainak és doktorjelöltjeinek minden területre kiterjedő érdekképviseleti tevékenységének ellátása, amely párhuzamosan és több, egyetemen belüli fórumon zajlik. Az érdekképviseleti tevékenység ellátásával párhuzamosan a doktorandusz önkormányzatok elkötelezettek a fiatal kutatók számára történő tudományszervezési feladatok (konferencia-, és workshop szervezés) irányába is, azzal a céllal, hogy a doktoranduszokban rejlő kiválóság, a tehetséggondozás, valamint a tudományos utánpótlás-nevelés hatékonyan megvalósuljon, szoros figyelemmel kísérve a magyar tudományos élet elvárásait és kihívásait.
A doktorandusz önkormányzatiság funkcióit tekintve összességében egy hármas feladatrendszeren keresztül fogalmazható meg az intézmények működésének esszenciája:
1. Érdekképviselet,
2. Tudományszervezés,
3. Teljesítményalapú és szociális támogatások biztosítása.

### Működő doktorandusz önkormányzatok
Jelenleg 29 magyarországi, doktori képzést folytató felsőoktatási intézményben működik doktorandusz önkormányzat:
1. Állatorvostudományi Egyetem
2. Andrássy Gyula Budapesti Német Nyelvű Egyetem
3. Budapesti Corvinus Egyetem
4. Budapesti Műszaki és Gazdaságtudományi Egyetem
5. Debreceni Egyetem
6. Debreceni Református Hittudományi Egyetem
7. Eötvös Loránd Tudományegyetem
8. Eszterházy Károly Egyetem
9. Evangélikus Hittudományi Egyetem
10. Kaposvári Egyetem
11. Károli Gáspár Református Egyetem
12. Közép-Európai Egyetem DSU (CEU)
13. Liszt Ferenc Zeneművészeti Egyetem
14. Magyar Képzőművészeti Egyetem
15. Moholy Nagy Művészeti Egyetem
16. Miskolci Egyetem
17. Nemzeti Közszolgálati Egyetem
18. Óbudai Egyetem
19. Országos Rabbiképző – Zsidó Egyetem
20. Pannon Egyetem
21. Pázmány Péter Katolikus Egyetem
22. Pécsi Tudományegyetem
23. Semmelweis Egyetem
24. Soproni Egyetem
25. Széchenyi István Egyetem
26. Szegedi Tudományegyetem
27. Szent István Egyetem
28. Színház-és Filmművészeti Egyetem
29. Testnevelési Egyetem

## Tudományos osztályok
A DOSZ szervezeti tagsága a Magyar Tudományos Akadémia felépítéséhez hasonlóan tudományos osztályokba tagozódik, jelenleg 22 ilyen osztály működik: az osztályok saját szakterületüknek megfelelő szakmai programok szervezésével lehetőséget biztosítanak a doktoranduszoknak kutatási eredményeik bemutatására, tudományterületük más kutatóival folytatott eszmecserére és együttműködésre is.
• Agrártudományi Osztály,
• Biológiai és Kémiai Tudományok Osztálya,
• Filozófiatudományi Osztály,
• Fizika Tudományok Osztálya,
• Földtudományok Osztálya,
• Hadtudományi Osztály,
• Hittudományi Osztály,
• Irodalomtudományi Osztály,
• Jogtudományi Osztály,
• Kommunikáció- és Médiatudományi Osztály,
• Közgazdaságtudományi Osztály,
• Közigazgatás-tudományi Osztály,
• Matematikai és Informatikai Tudományok Osztálya,
• Műszaki Tudományok Osztálya,
• Művészeti, Színház- és Filmtudományi Osztály,
• Nyelvtudományi Osztály,
• Orvos- és Egészségtudományi Osztály,
• Pszichológiai és Neveléstudományi Osztály,
• Rendészettudományi Osztály,
• Történelem- és Politikatudományi Osztály,
• Zenetudományi Osztály és
• Alumni Osztály.

## Rendszeres rendezvényei

### Táborok
Minden tanév kezdete előtt, tipikusan augusztus végén a DOSZ tábort szervez. A tábor a graduális képzés gólyatáboraira emlékeztet, szakmai és társasági programokat egyaránt tartalmaz. Szakmai témák: a doktori képzés működése, a DOSZ szervezete és tevékenysége, a doktorandusz létforma kérdései. Társasági programok: kirándulás, csapatversenyek, sport, városnézés, zenés-táncos est, ismerkedés. A táborok különös jelentőséggel bírnak a tanulmányaikat éppen megkezdő PhD hallgatók számára. A nagyjából 150-200 résztvevő kb. fele másod- vagy felsőbb éves doktorandusz; egy részük visszatérő résztvevője a táboroknak.

### Tavaszi Szél
A DOSZ évente megszervezi a Tavaszi Szél tudományos konferenciát. A konferencián magyar és határon túli magyar doktoranduszok mutatják be egymásnak kutatási témájukat, eredményeiket. A fiatal kutatóknak szóló multidiszciplináris rendezvény évek óta több száz, esetenként ezer fő doktorandusz részvételével zajlik, és maradandó élményeket nyújt.

### Mérföldkő Konferencia
A Mérföldkő Konferencia és a vezetőképzők a tudományos osztályok és a doktorandusz önkormányzatok vezető tisztségviselőinek és tagjainak szakmai tapasztalatcseréjének, képzésüknek, együttműködési lehetőségeik kialakításának rendezvényei. Az eddigi konferenciák helyszínei: Kiskunhalas, Pécs, Gödöllő, Szeged, Veszprém, Sopron. A 2019-es VII. Mérföldkő Konferencia helyszíne Budapest lesz a BME és az ELTE közös rendezésében, mely egyben a DOSZ XXV. éves Jubileumi Gálarendezvénye is lesz.

### Vezetőképző
A DOSZ első vezetőképzőjét Debrecenben 2018-ban rendezte meg, a 2019-es Vezetőképző helyszíne Pécs.

### DOSZFESZT
A DOSZ 2019-ben első alkalommal rendezte meg augusztus 15-19. között Keszthelyen, a Pannon Egyetem Georgikon Karának Balaton-parti kampuszán saját fesztiválját, a DOSZFESZT-et. A többnapos rendezvény szakmai része a doktori képzéssel kapcsolatos aktuális kérdésekkel, pályázati lehetőségekkel foglalkozott, de emellett kikapcsolódási, szórakozási lehetőséget is biztosított a jelentkezők számára. A 2019-es év fő témája a mesterséges intelligencia és az innováció volt. A rendezvény nem előzmény nélküli: korábban a DOSZ már sikerrel rendezte meg nyári táborait, 2019-ben azonban új névvel és arculattal, nagyobb szabású programmal tért vissza. A 2019-es rendezvényt 2019. február 8-án sajtótájékoztató keretén belül jelentette be Szabó Péter DOSZ Elnök, Navracsics Tibor, a rendezvény fővédnöke, Vastag Csaba előadóművész, a DOSZFESZT nagykövete.

### Sikeres Doktori Életpálya Kurzussorozat
A Sikeres Doktori Életpálya kurzussorozat 2017 őszén indult. A programok olyan plusz ismereteket jelentenek a doktori képzésben részt vevőknek, amelyeket vagy önköltségen vagy más módon nem is szerezhetnének, például a pályázatírás vagy a tudománykommunikáció területén. A kurzussorozat állomásai a doktori képzést folytató felsőoktatási intézmények.

## Magyar Doktorandusz Közösség
A DOSZ határon túli magyar és nemzetközi doktorandusz szervezetekkel is együttműködik, és rendszeres szakmai kapcsolatot ápol a tehetséggondozás, a tudományos ismeretterjesztés és a diákjogi szervezetek képviselőivel. A Magyar Doktorandusz Közösség a magyarországi, felvidéki, erdélyi, kárpátaljai és délvidéki szervezetek közötti együttműködés céljából jött létre, annak érdekében, hogy a Kárpát-medencében élő magyar doktoranduszok közötti szakmai együttműködést és a közéleti szerepvállalást segítse elő.